# Calícrates de Leonte
Calícrates de Leonte fue un político griego del siglo II a. C. Fue estratego de la Liga Aquea en varias ocasiones. Se caracterizó por su postura en favor de los intereses romanos en Grecia.

## Biografía
Nacido en torno a 220 a. C., la primera mención a su persona en las fuentes histórica se refiere a una embajada aquea ante el senado romano en 181 a. C., con motivo del conflicto que enfrentaba a la Liga Aquea con Esparta, el asunto espartano. En su intervención solicitó abiertamente a los senadores una mayor implicación de Roma en los asuntos griegos, a la vez que criticó con aspereza la política nacionalista de los líderes de Acaya que eran opuestos a la injerencia de Roma en los asuntos de Grecia.
En 180 a. C. fue elegido estratego de la Liga, sucediendo al líder de su propio partido Hipérbato, y aplicó literalmente las indicaciones romanas en la resolución del conflicto que en ese momento enfrentaba a la Liga con Esparta. Tras su mandato no tenemos más información sobre la política interna de la Liga Aquea hasta los años previos a la tercera guerra macedónica, entre Roma y Perseo de Macedonia, cuando vuelve a aparecer como estratego un miembro del partido nacionalista, Jenarco.
En 174 a. C., Calícrates se opuso a Jenarco y su hermano Arcón, que pretendían llegar a acuerdos con los macedonios en relación con unos esclavos fugitivos de Acaya que habían buscado refugio en Macedonia. En su discurso, Calícrates manifestó que los macedonios se estaban preparando para hacer la guerra a los romanos y por ese motivo no convenía perjudicar la alianza que tenían con los romanos. La política de la Liga Aquea cuando se desató la tercera guerra macedónica fue inicialmente de neutralidad, pero posteriormente, observando el desarrollo de los acontecimientos, fue de colaboración con los romanos.
En 169/8 a. C. cuando aún se estaba desarrollando este conflicto, la Liga Aquea recibió una embajada de los reyes egipcios Ptolomeo VI y Ptolomeo VIII con una petición de ayuda militar para hacer la guerra contra el rey de Siria Antíoco IV Epífanes. Calícrates se opuso, junto con Hipérbato y Diófanes, frente a Licortas, Arcón y Polibio, que estaban a favor. Calícrates propuso una mediación para tratar de reconciliar a estos reyes.
En 168/7 a. C., tras la victoria de los romanos frente a los macedonios, aprovechó su posición como aliado de confianza de los romanos en la política interna aquea y maniobró para conseguir purgar a la Liga de sus opositores políticos. Personalmente confeccionó una lista de acusados, aproximadamente un millar, entre los que se encontraban los principales líderes nacionalistas —uno de ellos Polibio de Megalópolis—, que se vieron forzados a presentarse a juicio en Roma y fueron repartidos por diversas ciudades de Italia.
Así, desde 167 a. C. fue un líder indiscutido de la Liga Aquea, jugando con el apoyo de Roma y el de los aristócratas propietarios del Peloponeso. Eso provocó el odio a su persona de buena parte de la población aquea, que lo veían como icono de la sumisión a Roma.
En 150 a. C. los de la ciudad de Oropo pidieron ayuda a la Liga Aquea en un conflicto que tuvieron con los atenienses. Menálcidas, que era entonces estratego de la Liga, aceptó un soborno de los de Oropo y prometió la mitad a Calícrates para conseguir su apoyo. Así pues, los aqueos se dispusieron a ayudar a los de Oropo. Sin embargo los atenienses se enteraron de esta decisión y tras saquear Oropo regresaron al Ática. Como la ayuda de la Liga Aquea llegó tarde a Oropo, Menálcidas y Calícrates eran partidarios de invadir el Ática, pero entre los espartanos había quien se oponía a ello, así que finalmente retiraron el ejército. Como Menálcidas negó a Calícrates el dinero prometido, este se vengó lanzando acusaciones contra Menálcidas para intentar que estos lo condenaran a muerte.
Calícrates murió en 149 a. C., cuando viajaba hacia Roma, junto con Dieo —que había sido elegido estratego tras Menálcidas—, en una embajada para tratar el resurgimiento del asunto espartano. Se sabe que fue erigida una estatua en su honor.